# Пилипівський провулок (Київ)
Пили́півський прову́лок — провулок в Шевченківському районі міста Києва, місцевість Лук'янівка. Пролягає від Студентської вулиці до Пилипівської вулиці.

## Історія
Провулок виник у середині XIX століття під назвою Філіпповський (рос. Филипповский). У 1938 році об'єднаний з Диким провулком під назвою Староспортивний провулок, від першого в Києві спортивного поля, що було розташоване поряд між Студентською і Глибочицькою вулицями (повторна постанова про перейменування — у 1939 році, назву підтверджено 1944 року). Сучасна назва вживається з середини 1950-х років.

## Зображення

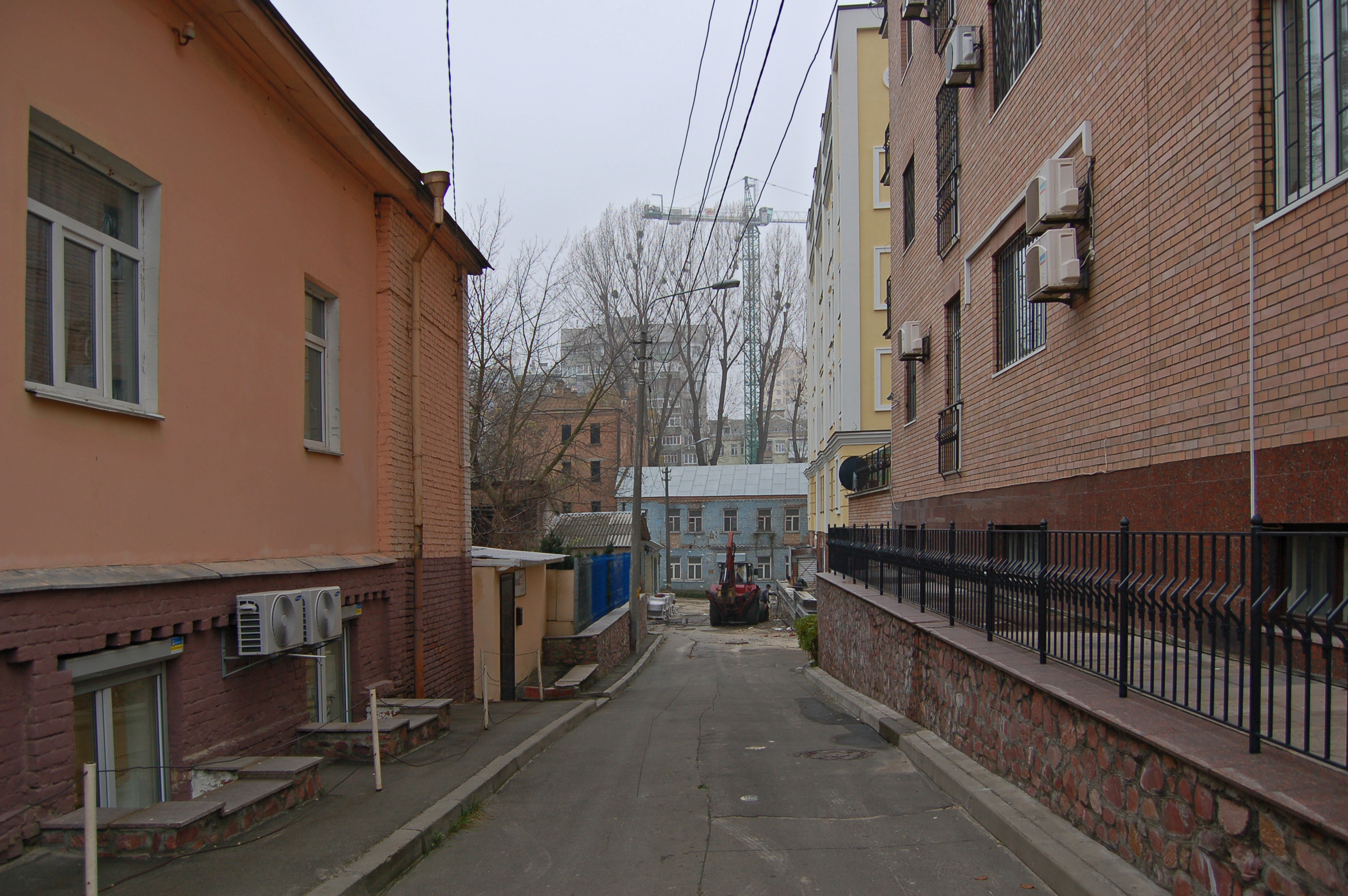
Кінцева частина провулку
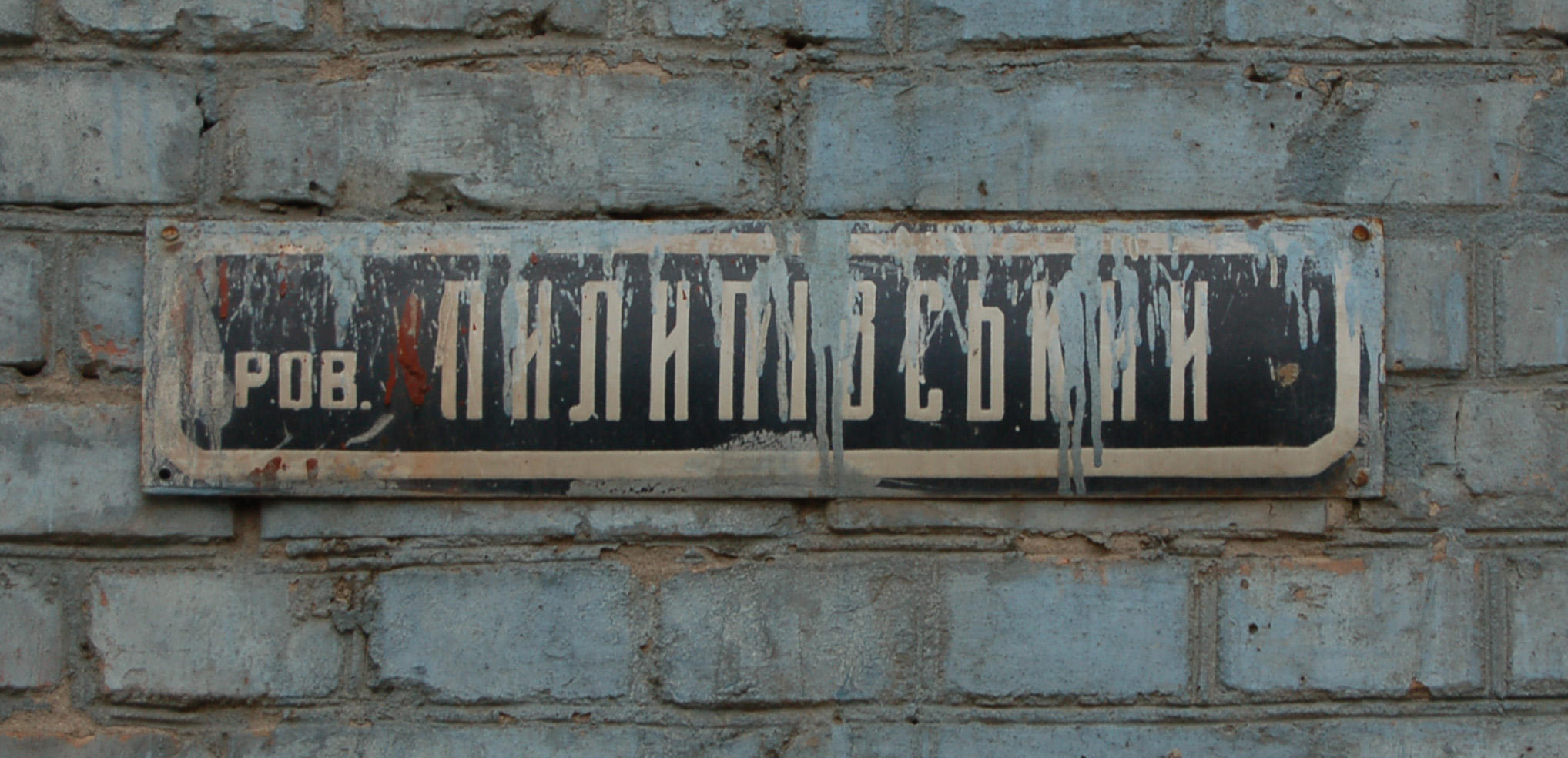
Адресна табличка